# 26672 Ericabrooke
26672 Ericabrooke è un asteroide della fascia principale. Scoperto nel 2001, presenta un'orbita caratterizzata da un semiasse maggiore pari a 2,3257677 UA e da un'eccentricità di 0,1128853, inclinata di 7,32569° rispetto all'eclittica.